# Sarıpınar, İvrindi
Sarıpınar là một xã thuộc huyện İvrindi, tỉnh Balıkesir, Thổ Nhĩ Kỳ. Dân số thời điểm năm 2010 là 294 người.